# Panthers de Georgia State
Les Panthers de Georgia State (en anglais : Georgia State Panthers) sont un club omnisports universitaire de l'Université d'État de Géorgie à Atlanta (Géorgie). Les équipes des Panthers participent aux compétitions universitaires organisées par la National Collegiate Athletic Association et évoluent pour la plupart dans la Sun Belt Conference qu'elles ont contribué à fonder en 1976. 
L'équipe féminine de beach-volley est membre de la Conference USA après avoir été membre de la Coastal Collegiate Sports Association (en). 
L'équipe masculine de football (soccer) est membre de la Mid-American Conference après la dissolution de la ligue de soccer de la Sun Belt en fin de championnat 2021.

## Football américain
Le programme de football américain a seulement été créé en 2010 comme membre de la NCAA Division I Football Championship Subdivision (FCS) , ce qui fait des Panthers une des équipes la plus récente du football américain universitaire. 
L'équipe rejoint la Sun Belt Conference et la NCAA Division I Football Bowl Subdivision (FBS) en 2013. Elle devient  éligible  pour les matchs d'après-saison (bowls) dès la saison 2014. 
La Sun Belt Conference est scindée en deux divisions depuis la saison 2018. Les Panthers deviennent alors membres de la Division Est de la Sun Belt. 
Fin de saison 2020, l'équipe comptabilise 32 victoire sur les 97 matchs disputés en FBS. Ses meilleurs classements sont une 5e place obtenue dans la Sun Belt Conference au terme des saisons 2015 et 2017,et une 3e place obtenue en Division Est de la Sun Belt Conference au terme des saisons 2019 et 2020.
Les Panthers ont une rivalité naissante avec les Jaguars de South Alabama (Div Ouest) et les Eagles de Georgia Southern (Division Est), équipes voisines et adversaires au sein de la Sun Belt Conférence.

### Bowls
Les Panthers ont participé à 6 bowl FBS :
| Dates            | Entraîneurs        | Bowls                         | Adversaires                     | Résultats |
| 19 décembre 2015 | Trent Miles (en)   | Cure Bowl 2015                | Spartans de San Jose State      | P, 16–27  |
| 16 décembre 2017 | Shawn Elliott (en) | Cure Bowl 2017                | Hilltoppers de Western Kentucky | G, 27–17  |
| 31 décembre 2019 | Shawn Elliott (en) | Arizona Bowl 2019             | Cowboys du Wyoming              | P, 17–38  |
| 26 décembre 2020 | Shawn Elliott (en) | LendingTree Bowl 2020         | Hilltoppers de Western Kentucky | G, 39–21  |
| 25 décembre 2021 | Shawn Elliott (en) | Camellia Bowl 2021            | Cardinals de Ball State         | G, 51-20  |
| 23 décembre 2023 | Shawn Elliott (en) | Famous Idaho Potato Bowl 2023 | Aggies d'Utah State             | G, 45-22  |